# Macintosh SE
Macintosh SEは、Appleによって1987年(昭和62年)3月から1990年(平成2年)10月まで製造されたパーソナルコンピュータである 。このコンピュータはMacintosh Plusから大幅な改善を行い、Macintosh IIと同時に発表された。オリジナルのMacintoshコンピュータと異なる筐体デザインは、フロッグデザインによるものある。

## 特徴

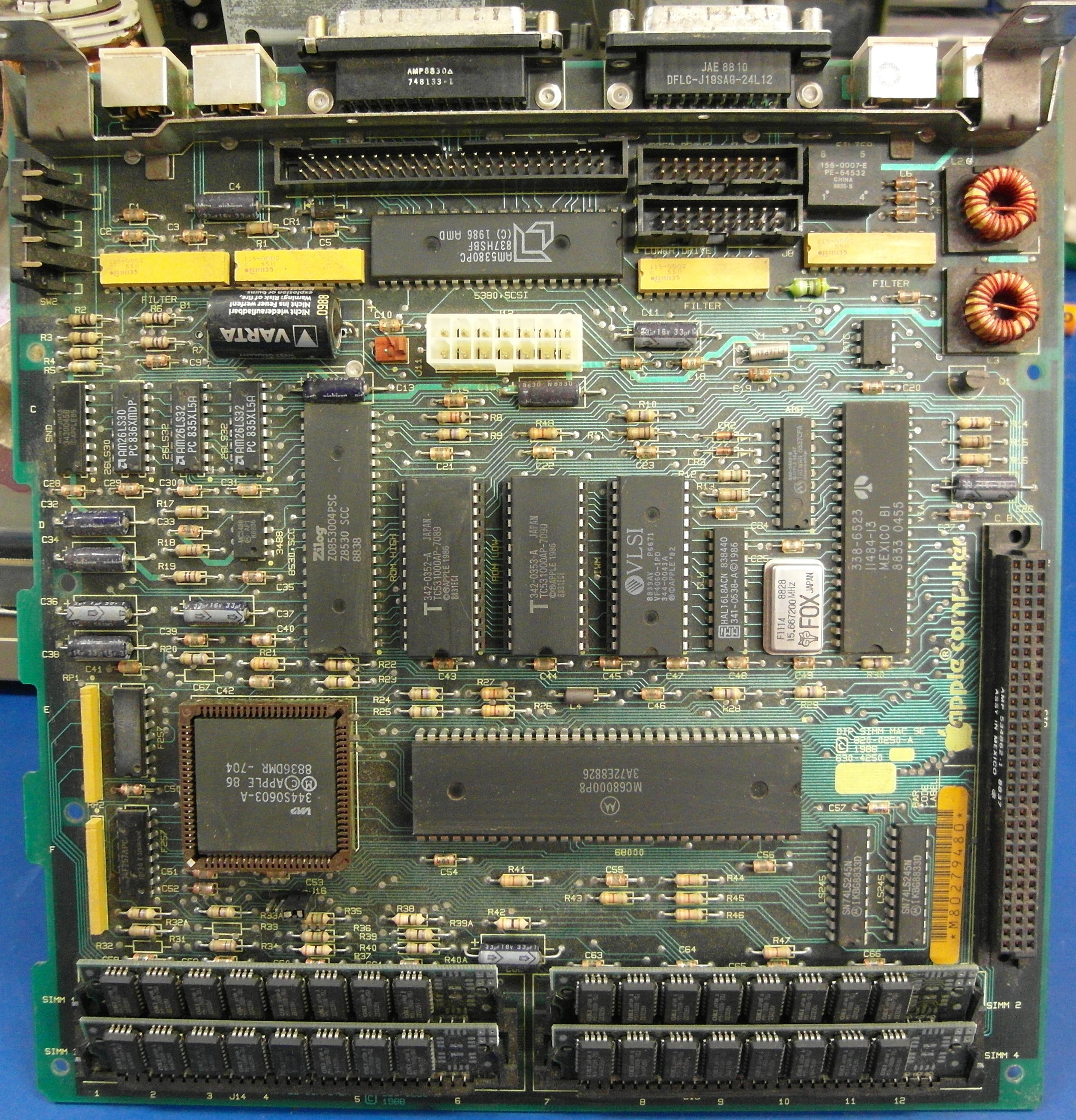
1988年Macintosh SEのロジックボード

前身であるMacintosh Plusと比較してSEに追加された機能は下記の通り:

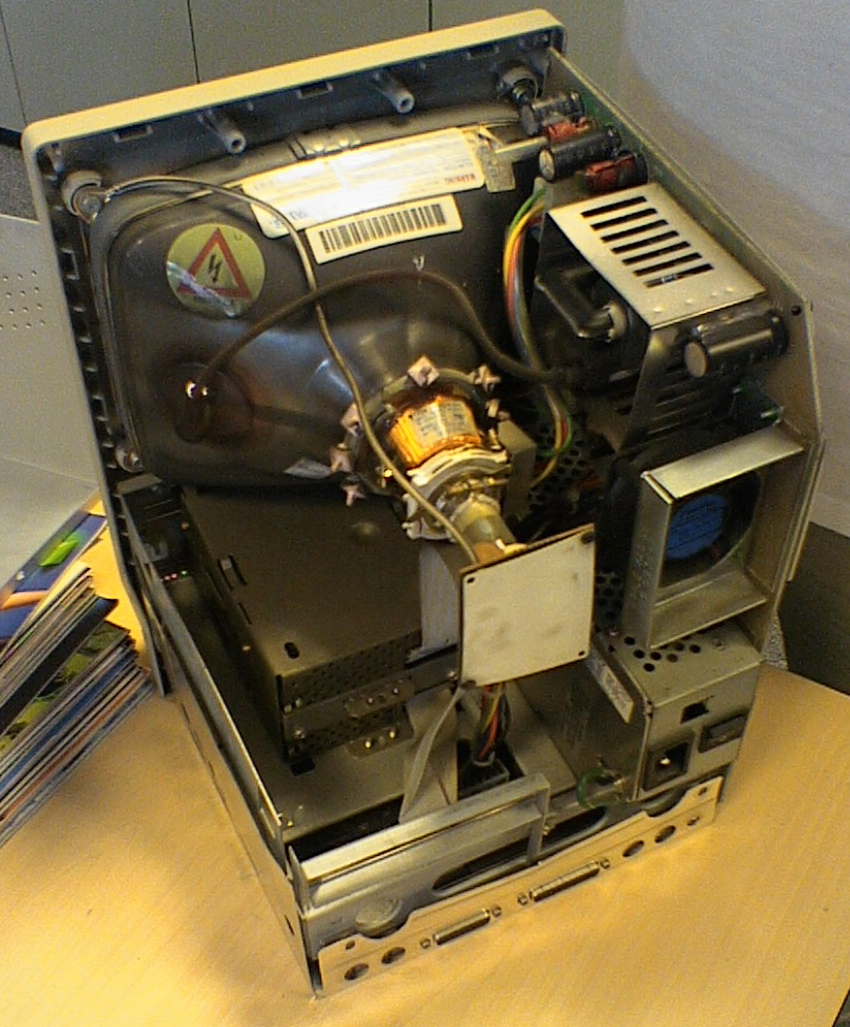
Macintosh SE内部

- ハードディスク（最初は20MBまたは40MB）または2機目のフロッピードライブ用の内蔵ドライブベイを備えた最初のコンパクトMacintosh
- 拡張スロットを搭載した最初のコンパクトMacintosh（SEは「システム拡張(System Expansion)」の略）
- Apple IIGSで導入されたキーボードおよびマウスインターフェイス用のApple Desktop Bus（ADB）を使用
- データスループットの向上によるSCSIサポートの向上
- 冷却ファンを追加したことにより信頼性が向上し、寿命が延びた

SEは、1機または2機のフロッピードライブ、またはフロッピードライブとハードドライブのいずれかに対応するように設計されている。 市販後のブラケットは、SEが2つのフロッピードライブとハードドライブを収容できるように設計されているが、Appleがサポートする構成ではない。さらに、外部のフロッピーディスクドライブを接続することもできる。そのため、SEは、Macintosh PortableとMacintosh IIと同じく3台のフロッピードライブをサポートできる。増加したRAM容量とオプションの内蔵ハードドライブは、サードパティ製品の市場を縮小させた。Appleが1989年1月にMacintosh SE/30を発表した後、SEのアップグレード向けにロジックボード（ケースフロントと内部シャーシを含む）を販売した。
シングルフロッピーモデルでは、2番目のフロッピードライブに当たる場所にドライブアクセスランプが付いている。
さらに、SEには、プロセッサーダイレクトスロットがあり、アクセラレータなどの拡張カードを取り付けることができる。SEは、MicroMacアクセラレータを使用して、50 MHzおよび5 MB以上にアップグレードすることができる。 過去には、Sonnet Allegroのような他のアクセラレータも利用可能であった。だがカードを取り付けるには、トルクスネジで密閉されているケースを開けなければならず、更に内部のCRTからの高電圧にさらされるなど様々な危険が伴う為、Appleは認定されたディーラーだけがカードをインストールするよう勧めた。
Macintosh SEのROMサイズは、最初のMacintoshの64KBから256KBに増加された為、開発チームはROMに隠されたイースターエッグを含めている。
SEとMacintosh IIは、Apple I以来のキーボードが付属しないApple製コンピュータだった。 代わりに新しい選択肢として、ADBのApple KeyboardやApple Extended Keyboardが販売された。
Appleはプロモーションショットや従業員向けのプロトタイプとして透明ケースを持つ10台のMacintosh SEを制作した。 非常に稀なものであり、コレクター間で高価に取引されている。

## Macintosh SE FDHD
当初、SEは片面倍密度（SSDD）（400KB）と両面倍密度（DSDD）（800KB）のフロッピーディスクしか使用できなかった。 1989年8月、Appleは、1.4MBの高密度（HD）フロッピーディスクを処理できるフロッピーディスクドライブであるSuperDriveを搭載したMacintosh SE FDHDを発表した。 元々FDHD（フロッピーディスク高密度）モデルとして販売されていたが、後にいくつかのMacintosh SE FDHDにMacintosh SE Superdriveというラベルが付けられ、新しいドライブに関するAppleのマーケティング変更に対応した。それ以来、HDフロッピーはMacintoshとPCの両方のコンピュータで事実上の標準となった。アップグレードキットが、新しいROMチップと新しいディスクコントローラチップを含むオリジナルのMacintosh SE用に販売され、オリジナルを置き換えた。
Macintosh SE FDHDは1990年10月に販売終了とされ、Macintosh Classicが後継種となった。

## 仕様
- プロセッサー: MC68000, 8MHz
- システムバス速度: 8MHz
- ROMサイズ: 256kB
- データパス: 16ビットレベル1
- RAMのタイプ: 150ns 30-pin SIMM
- VRAMタイプ: 内蔵
- 標準RAM: 1MB
- 最大RAM: 4MB
- RAMスロット数: 4(ペア)
- 標準ハードドライブ: 20MB
- ハードドライブタイプ: SCSI
- 標準ディスク: 3.5インチ 、800kB, 800kB x2(自動)
- Exp. スロット数: SE PDS
- 電池タイプ: 3.0 Vリチウム
- ディスプレイ: 512 x 342ドット 9インチ (23 cm) 1ビット白黒
- ビデオメモリ: 512 x 384 x1
- 対応OS: System 3.3–7.5.1, 7.5.3–7.5.5, 漢字Talk 2.0 - 7.5.5
- 重量：7.7kg

## 余談
Macintosh SEをモデルにした「Smack-a-Mac」と呼ばれる高さ20センチほどのアップル公認のぬいぐるみが存在しており、Macintoshの使用中にエラーが発生した際に生じたストレスを、本物のMacの代わりにぶつけられるよう意図している。